# 封接合金

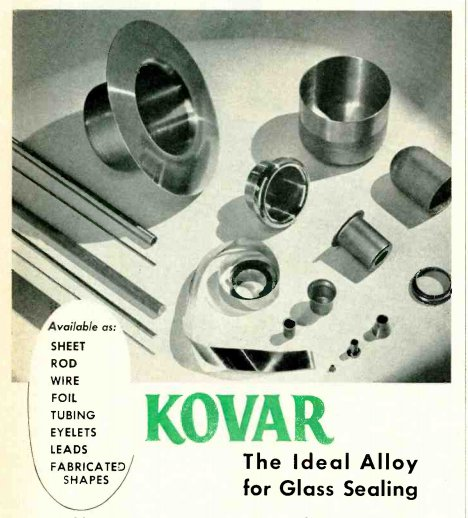
1950年电子杂志广告中的各种封接金属零件款式。

封接合金（Kovar，或稱可伐合金）指被設計成與硼矽玻璃（borosilicate glass）的熱膨脹特性接近，使兩種零件可以緊密連接的合金總稱。封接合金通常為特殊比例的鎳、鈷與鐵的合金。
封接金屬的发明是为了能夠嚴謹的密封金屬與玻璃，这是电子设备（如灯泡、真空管、阴极射线管）以及化学和其他科学研究中的真空系统所必需的。大多数金属不能与玻璃密封，因为它们的热膨胀系数与玻璃不同；当接头在制造后冷却时，由于玻璃和金属的不同膨胀率引起的应力会导致接头开裂。 
封接合金不仅具有与玻璃相似的热膨胀系数，而且其热膨胀曲线通常可以制成与玻璃相匹配，从而使接头能够承受较宽的温度范围。在化学上，它通过一氧化鎳和一氧化鈷的中间氧化层与玻璃结合（氧化铁的比例低，因为它會与钴發生还原）。合金的粘合强度取決于該氧化层厚度和特性，钴的存在使氧化层更容易熔化并溶解在熔融玻璃中。灰色、灰蓝色或灰棕色表明密封良好；金属色表示缺少氧化物，而黑色表示金属过度氧化，在这两种情况下的接头非常脆弱。

## 典型配方
以重量百分比標示。
| 铁   | 鎳  | 鈷  | 碳      | 硅   | 锰   |
| ---- | --- | --- | ------- | ---- | ---- |
| 平衡 | 29% | 17% | < 0.01% | 0.2% | 0.3% |

## 特性
| 财产                           | 烧结 | 熱等靜壓 |
| ------------------------------ | ---- | -------- |
| 密度 g/cm3                     | 8.0  | 8.35     |
| 硬度 HV1                       | 160  | 150      |
| 杨氏模量 GPa                   | 138  | 138      |
| 斷裂時的面積損失 %             | 30   | 30       |
| 屈服强度 MPa                   | 270  | 270      |
| 导热系数 W/K∙m                 | 17   | 17       |
| 居里温度 °C                    | 435  | 435      |
| 电阻率 Ω mm2/m                 | 0.49 | 0.49     |
| 比热 J/g∙K                     | 0.46 | 0.46     |
| 热膨胀系数 10-6K-1(25 – 200 ℃) | 5.5  | 5.5      |
| (25–300 ℃)                     | 5.1  | 5.1      |
| (25–400 ℃)                     | 4.9  | 4.9      |
| (25–450 ℃)                     | 5.3  | 5.3      |
| (25–500 ℃)                     | 6.2  | 6.2      |